# ГЕТ-Ліга 2020—2021
ГЕТ-Ліга 2020—2021 (норв. GET-ligaen 2020—2021) — 82-й сезон ГЕТ-Ліги проводиться під егідою Норвезького хокейного союзу. Чемпіонат стартував 3 жовтня 2020. Завершився достроково 17 березня 2021 року через пандемію COVID-19.

## Вплив COVID-19 на змагання
8 січня 2021 генеральний секретар Норвезького хокейного союзу Оттар Ейде підтвердив, що ліга зробить перерву через загальну кількість заражених на COVID-19 в «Сторгамарі», «Стернені», «Спарті» та інших командах. 
29 січня 2021 року перший етап скоротили з 45 до 36 матчів. Кінець сезону для основної сітки переноситься на 20 березня.
19 лютого 2021 року під час прес-конференції було оголошено про продовження карантину та відкладення матчів регулярної першості.
17 березня 2021 року сезон було скасовано через високий рівень захворюваності на коронавірус.

## Клуби
| Команда            | Місто       | Арена           | Місткість |
| ------------------ | ----------- | --------------- | --------- |
| «Волеренга»        | Осло        | Йордал Амфі     | 4,450     |
| «Грюнер»           | Осло        | Грюнергаллен    | 600       |
| «Ліллегаммер»      | Ліллегаммер | Крістінс Холл   | 3,194     |
| «Манглеруд Стар»   | Осло        | Манглерудгаллен | 2,000     |
| «Нарвік»           | Нарвік      | Нордкрафт Арена | 1,000     |
| «Спарта»           | Сарпсборг   | Спарта Амфі     | 3,450     |
| «Ставангер Ойлерс» | Ставангер   | ДНБ Арена       | 4,377     |
| «Стьєрнен»         | Фредрікстад | Стернгаллен     | 2,473     |
| «Сторгамар»        | Гамар       | CC Амфі         | 6,091     |
| «Фріск»            | Аскер       | Аскергаллен     | 2,400     |

## Перший етап
| М  | Команда          | І  | В  | ВО | ПО | П  | Ш      | О  |
| -- | ---------------- | -- | -- | -- | -- | -- | ------ | -- |
| 1  | Сторгамар        | 24 | 17 | 1  | 0  | 6  | 98:57  | 53 |
| 2  | Фріск            | 23 | 17 | 0  | 1  | 5  | 92:52  | 52 |
| 3  | Волеренга        | 25 | 16 | 0  | 2  | 7  | 84:67  | 50 |
| 4  | Ставангер Ойлерс | 24 | 15 | 1  | 1  | 7  | 97:52  | 48 |
| 5  | Ліллегаммер      | 24 | 13 | 1  | 3  | 7  | 83:71  | 44 |
| 6  | Стьєрнен         | 24 | 11 | 3  | 0  | 10 | 97:79  | 39 |
| 7  | Манглеруд Стар   | 22 | 6  | 1  | 2  | 13 | 62:96  | 22 |
| 8  | Спарта           | 19 | 4  | 3  | 1  | 11 | 51:64  | 19 |
| 9  | Нарвік           | 27 | 3  | 1  | 0  | 23 | 51:117 | 11 |
| 10 | Грюнер           | 20 | 3  | 0  | 1  | 16 | 39:99  | 10 |